# Darázs forrás
Darázs-forrás (en français : « source Darázs ») est le nom d'une source chaude située dans le 12e arrondissement de Budapest.